# Upplands runinskrifter 132
Upplands runinskrifter 132 är ett försvunnet vikingatida runstensfragment som funnits i Rinkeby, Danderyds socken och Danderyds kommun. Fragmentet försvann på andra halvan av 1800-talet.

## Inskriften
Translitterering av runraden:
[... at : inkifast arf... ... ...li : risti :]
Normalisering till runsvenska:
... at Ingifast arf[a] ... ... risti.
Översättning till nusvenska:
... efter Ingefast, [sin] arvinge ... ristade.